# Rubraea lofua
Rubraea lofua is een vlinder uit de familie van de Nymphalidae. De wetenschappelijke naam van deze soort is voor het eerst voorgesteld, als Acraea lofua, door Harry Eltringham in een publicatie uit 1911.
Deze soort komt voor in de bossen van Noordoost-Zambia. 